# Metrosideros bartlettii
Metrosideros bartlettii là một loài thực vật có hoa trong Họ Đào kim nương. Loài này được J.W.Dawson mô tả khoa học đầu tiên năm 1985.

## Hình ảnh

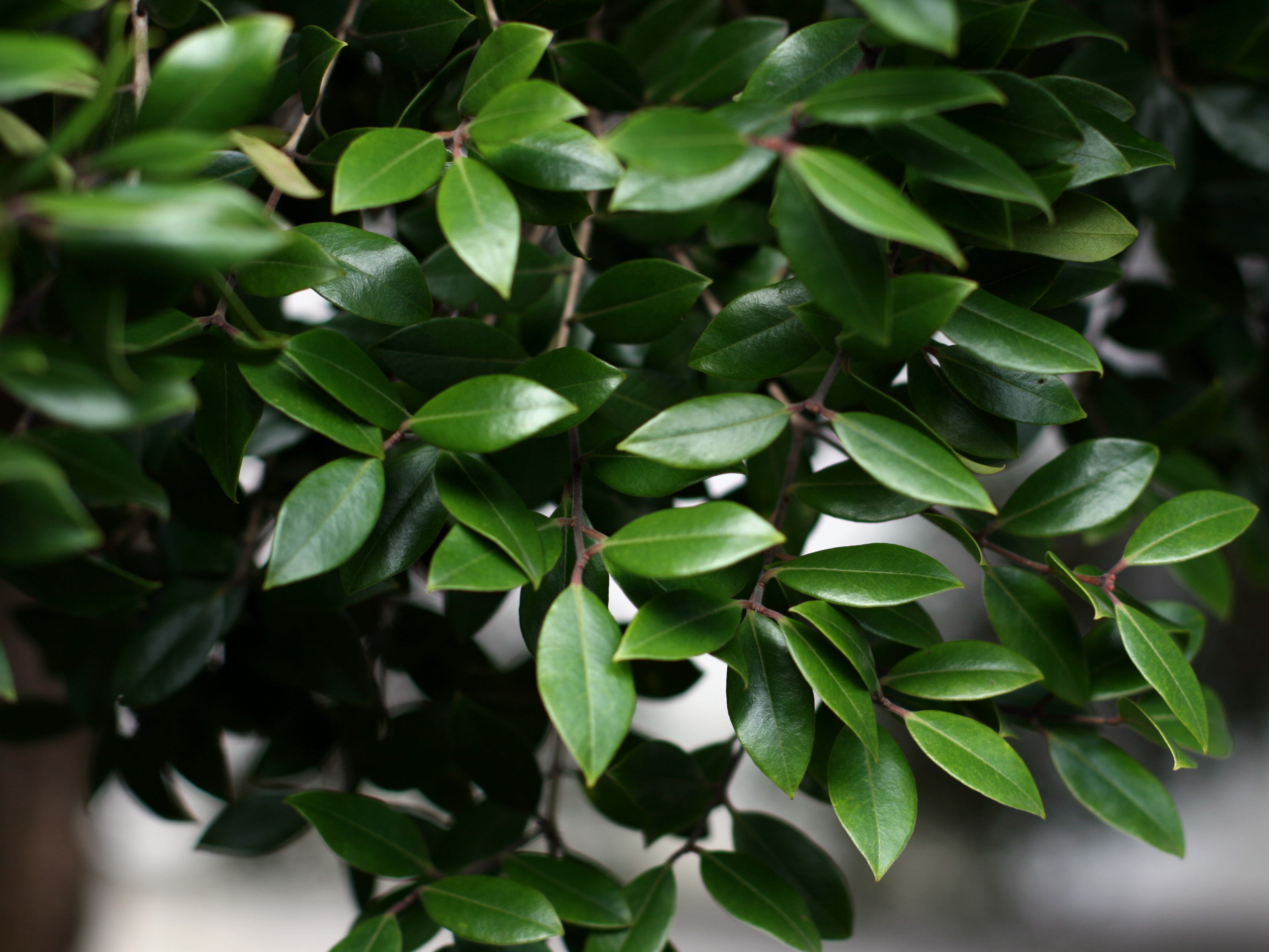
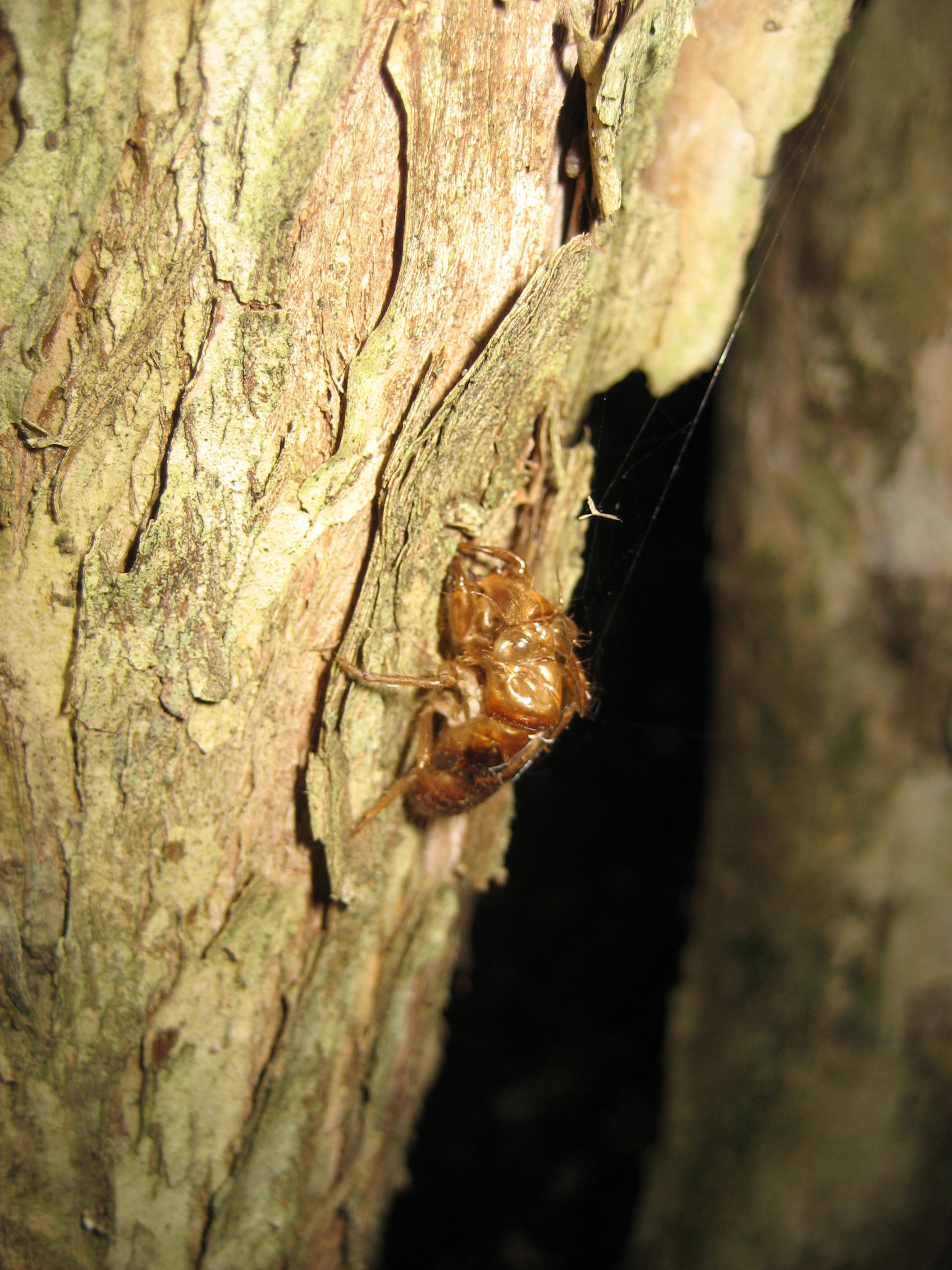
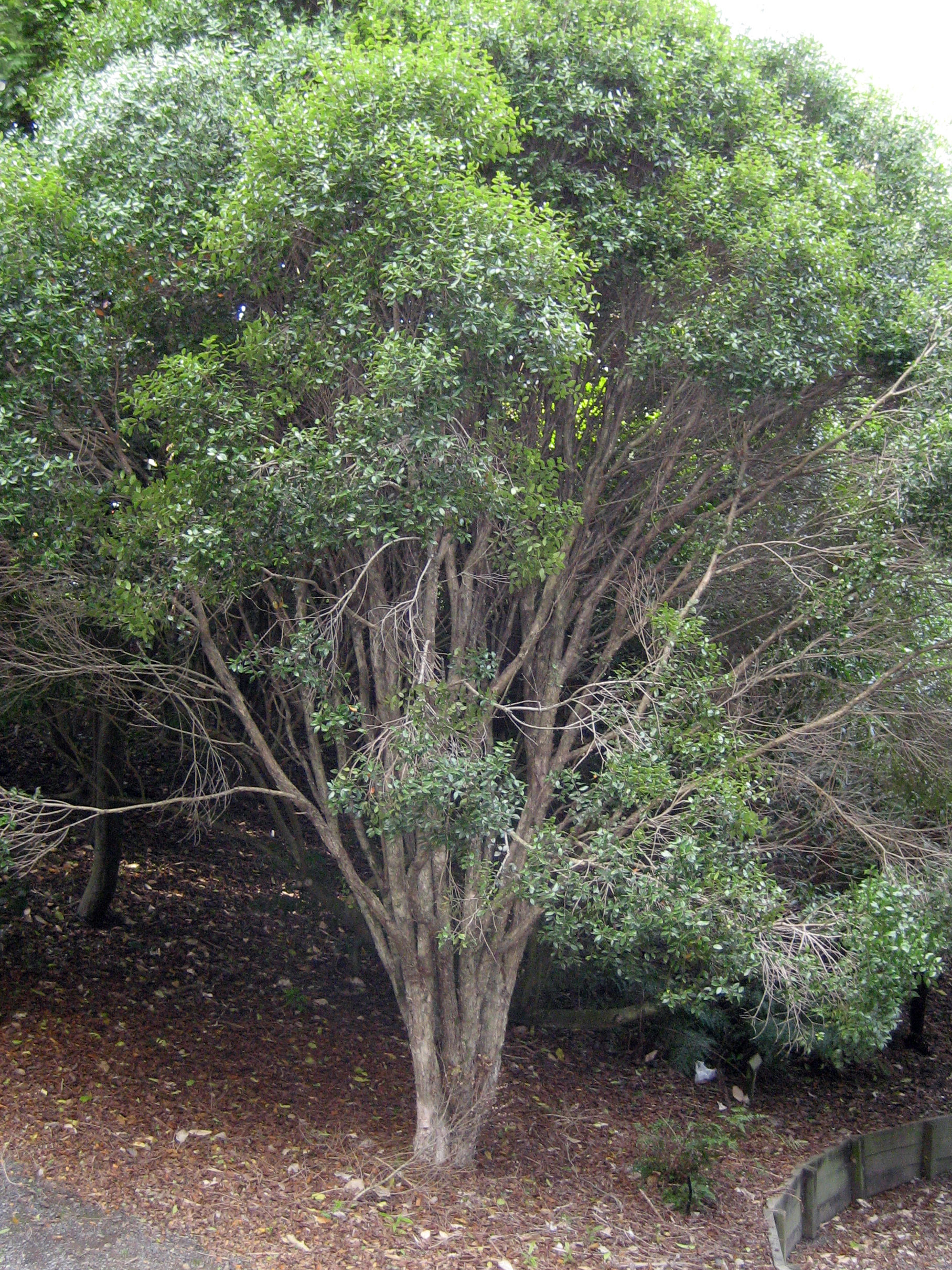